# Silvano Pietra
Silvano Pietra é uma comuna italiana da região da Lombardia, província de Pavia, com cerca de 703 habitantes. Estende-se por uma área de 13 km², tendo uma densidade populacional de 54 hab/km². Faz fronteira com Bastida de' Dossi, Casei Gerola, Corana, Mezzana Bigli, Sannazzaro de' Burgondi, Voghera.

## Demografia
| Variação demográfica do município entre 1861 e 2011                               |
|                                                                                   |
| Fonte: Istituto Nazionale di Statistica (ISTAT) - Elaboração gráfica da Wikipedia |